# 上海外国语大学贤达经济人文学院
上海外国语大学贤达经济人文学院是中華人民共和國上海市的一所民辦本科獨立學院，由上海外國語大學與上海贤达投資有限公司共同組建，2003年4月28日獲得中华人民共和国教育部批復籌建。同年10月學校工程開工。2004年4月27日，中华人民共和国教育部批復正式建校。同年開始招生。學校最初地址位於虹口區。2010年10月，崇明校區一期工程投入使用，部分學生開始入住新校區。

## 外部連結
- 官方网站